# Neosparassus patellatus
Neosparassus patellatus là một loài nhện trong họ Sparassidae.
Loài này thuộc chi Neosparassus. Neosparassus patellatus được Ferdinand Karsch miêu tả năm 1878.